# 馮盛明
馮盛明（1566年—1621年），原名馮聖明，字夢元，號月禎，順天府涿鹿中衛（今河北省涿州市）人。明朝政治人物。

## 生平
萬曆十三年（1585年）乙酉科順天鄉試舉人，十七年（1589年）己丑科同進士出身，工部觀政，十八年二月授官河南扶溝知縣。二十年四月調山东莱芜县，二十三年升大理寺評事，二十四年升刑部主事，本年調兵部主事，二十六年升员外郎，本年升郎中，二十七年升彰德知府，本年丁憂，三十一年補開封知府，三十三年升徐淮副使，四十年起山东副使，四十二年升陕西潼关參政，四十五年升河南按察使，四十六年升山东右布政，四十七年升河南左布政使。天啟元年（1621年）後金陷遼陽，冯盛明身处危地，連續三次向河南巡撫張我續告病乞休，均被挽留。然而其仍擅自離任，因此下獄。其子冯铨，时任翰林院检讨，上书称其父乞休时并未得知辽警。陕西道御史张慎言則称冯盛明父子打算南逃“吴越蜀楚之邦，择地而处”。刑部最終将冯盛明处杖刑并革职为民。冯盛明回籍后不久即卒。冯铨亦被劾歸原籍。
後來冯铨求助於魏忠贤，馮盛明得以追復原官。

## 家族
曾祖馮佐，祖馮尚賢，益田县主簿；父馮從訓，增廣生。